# Decock (familie)
Decock of De Cock is een familie van klokkengieters. Ignatius Decock of De Cock (Heestert, 1666 - 1754) was de stichter van de West-Vlaamse gieterij.

## Geschiedenis
Decock produceerde talrijke luidklokken voor kerken in West-Vlaanderen en Noord-Frankrijk. Hij goot ook klokkenspelen en beiaarden onder meer in Mesen (1703), Menen (1712), Diksmuide (1713), Wervik (1728 en 1730) en Veurne (1735).
Het oudste van hem bewaarde werk is de koperen lezenaar in barokstijl, in de vorm van een levensgrote engelfiguur (1695), gemaakt voor het koor van de Onze-Lieve-Vrouwekerk in Kortrijk.
Olivier Decock (Heestert, 1700 - Lauwe, 1783), zoon van Ignatius, werd priester maar bleef tevens actief als klokkengieter. Hij goot klokken voor Roeselare (1755), Kaster (1767), Rekkem (1773), Bellegem (1780) en Zwevegem (1782).
Albertus Decock (Heestert, 1709 - 1742), jongste zoon van Ignatius, werkte met zijn vader, maar ook met Joris Dumery. Hij werd, volgens Leopold Slosse, vergiftigd tijdens het gieten van klokken voor de Brugse beiaard.